# 庆云县
庆云县是中国山东省德州市所辖的一个县。北靠京津，南依濟南，毗鄰天津、黃驊、濱州三大海港。总面积为502平方公里，縣人民政府駐光明路1288號。

## 历史沿革
隋开皇六年（586年）置无棣县，县治在今常家镇于家店村北，元分置西无棣县，明洪武六年（1373年）改庆云县，属河间府沧州。清朝雍正年间，沧州为散州，庆云县与沧州同属天津府。
中华民国初年，全国废府，庆云县直属河北省。1938年时，县域面积约为515.17平方公里（中華民國內政部统计处数据）。1947年，中華民國內政部编撰的《中華民國行政區域簡表》中，县市号28:113，117。
第二次国共内战期间，为中共政权控制，属山东省渤海行署区沧南专区。1950年，随着沧南专区并入德州专区。1952年，庆云县划归河北省沧县专区。1965年，划归山东省德州专区。

## 行政区划
庆云县辖1个街道、5个镇、3个乡：
渤海路街道、庆云镇、常家镇、尚堂镇、崔口镇、严务乡、东辛店镇、中丁乡和徐园子乡。

## 人口
1935年时，庆云县人口1555291人（中華民國內政部户政司数据）:113，117。
根據第七次全国人口普查數據，截至2020年11月1日零時，慶雲縣常住人口318105人。

## 交通
- 205国道、 233国道、 339国道过境。

## 旅游
庆云县海岛金山寺景区为国家AAAA景区。

## 名人
Category: 庆云人